# Franka
Franka (auch Franca oder Francka geschrieben) ist ein weiblicher Vorname.

## Herkunft und Bedeutung
Franka ist eine weibliche Form des Vornamens Frank.
Im Altgermanischen bedeutet Franka frei oder mutig. In der altdeutschen Sprache steht es für die Fränkin/die Freie/die Offene.
Ferner kann Franka/Franca auch eine Kurzform von Franziska/Francesca sein.

## Verbreitung
In Deutschland ist der Name Franka bekannt und wird regelmäßig vergeben. Seit 2005 kommt er jedes Jahr in den Hitlisten vor. Von 2010 bis 2023 wurden etwa 1.800 Mädchen so genannt. Der Name wird in der Schweiz seit 2018 jährlich bei der Namenswahl berücksichtigt, aber in einem geringen Volumen. In den letzten 10 Jahren wurde er rund 30 Mal gewählt. Insgesamt tragen ihn 129 Personen (Stand 2023). In Österreich kommt der Name seit 1987 in den Hitlisten vor, seit 1998 wird er jährlich vergeben. In den letzten fünf Jahren stieg seine Beliebtheit an. Im Jahr 2023 belegte er Rang 407.
Der Name taucht in den Niederlanden seit Mitte der 1940er Jahre alljährlich in den Vornamenscharts auf. Er ist aber nicht sonderlich beliebt und wurde von 1930 bis 2023 circa 880 Mal vergeben. In Kroatien lag der Name von 2017 bis 2023 in den Top-30. Der Name wird in Dänemark, Norwegen und Schweden ab und zu bei der Namenswahl berücksichtigt und gilt als mäßig beliebt. In Kanada befindet er sich seit 1981 hin und wieder in den Hitlisten. Die Vergabe ist auch in Frankreich, Polen, England, Schottland und den USA nachgewiesen.

## Namenstag
Namenstag der weiblichen Form Franka ist speziell der 25. April, der Gedenktag der heiligen Franca Visalta.

## Namensträgerinnen

### Einzelname
- Franka von Piacenza, auch Francha (* um 1170, † 25. April 1218), italienische Klostergründerin (Zisterzienser)[6]

### Vorname Franca
- Franca Bauernfeind (* 1998), deutsche Politikerin (CDU) und Autorin
- Franca Bettoia (1936–2024), italienische Schauspielerin
- Franca Bianconi (* 1962), italienische Eiskunstläuferin
- Franca Düwel (* 1967), deutsche Autorin und Drehbuchautorin
- Franca Fehlauer (* 1973), ehemalige deutsche Profi-Golfspielerin
- Franca Fiacconi (* 1965), italienische Langstreckenläuferin
- Franca Helg (1920–1989), italienische Architektin und Designerin
- Franca Kastein (1969–2000), deutsche Schauspielerin
- Franca Lehfeldt (* 1989), deutsche Fernsehmoderatorin und Reporterin
- Franca Magnani (1925–1996), italienische Journalistin
- Franca Merte (* 2004), deutsche Volleyballspielerin
- Franca Raimondi (1932–1988), italienische Schlagersängerin
- Franca Rame (1929–2013), italienische Theatermacherin
- Franca di Rienzo (* 1938), französische Sängerin italienischer Herkunft
- Franca Sozzani (1950–2016), italienische Journalistin
- Franca Squarciapino, italienische Kostümbildnerin und Oscar-Preisträgerin
- Franca Valeri (1920–2020), italienische Schauspielerin und Drehbuchautorin

Zwischenname
- Ene Franca Idoko (* 1985), nigerianische Leichtathletin

### Vorname Franka
- Franka Anić (* 1991), slowenische Taekwondoin
- Franka Batelić (* 1992), kroatische Sängerin
- Franka Dietzsch (* 1968), deutsche Diskuswerferin
- Franka Hitzing (* 1966), deutsche Politikerin (FDP), MdL
- Franka Hörnschemeyer (* 1958), deutsche bildende Künstlerin
- Franka Lampe (1969–2016), deutsche Akkordeonistin (Klezmer, jiddische Lieder, Balkanmusik)
- Franka Lechner (* 1944), österreichische Künstlerin und Lyrikerin
- Franka Much (* 1975), deutsches Model, Schauspielerin und Moderatorin
- Franka Potente (* 1974), deutsche Schauspielerin